# Nóta
Nóta (z lat. nota – poznámka, sdělení) je v diplomacii forma písemné oficiální komunikace mezi zastupitelským úřadem (v terminologii Vídeňské úmluvy o diplomatických stycích „diplomatickou misí“) a ministerstvem zahraničních věcí přijímajícího státu (popř. mezi ministerstvy zahraničních věcí vzájemně). Protože adresát na nótu zpravidla odpovídá, mluví se často o „výměně nót“. 

## Obsah a forma
Diplomatická nóta začíná a končí pevně danou zdvořilostní formulí, která je neměnná bez ohledu na další obsah nóty. Nóta může obsahovat sdělení různého významu: od běžných zpráv až po závažná rozhodnutí, která mohou vytvářet nové závazné skutečnosti mezinárodního práva. Texty nót se obvykle nezveřejňují. 
Úvodní zdvořilostní formule diplomatické nóty v češtině zní: „___[odesílatel]___ projevuje úctu ___[adresátovi] a má čest sdělit následující.“ Závěrečná zdvořilostní formule diplomatické nóty v češtině zní: „___[odesílatel]___ znovu využívá této příležitosti, aby ujistil ___[adresáta]___ o své nejhlubší úctě.“ Např. tedy: „Ministerstvo zahraničních věcí České republiky projevuje úctu Velvyslanectví Belgického království v Praze a má čest sdělit následující.“; „Ministerstvo zahraničních věcí České republiky znovu využívá této příležitosti, aby ujistilo Velvyslanectví Belgického království v Praze o své nejhlubší úctě.“ V angličtině se pak užívají následující formulace: „The Ministry of Foreign Affairs of the Czech Republic presents its compliments to the Embassy of the Kingdom of Belgium in Prague and has the honour to convey the following information.“; „The Ministry of Foreign Affairs of the Czech Republic avails itself of this opportunity to renew to the Embassy of the Kingdom of Belgium the assurances of its highest consideration.“ 
Diplomatické nóty se píší pouze ve třetí osobě. Diplomatické nóty se nepodepisují, za poslední slovo textu (za závěrečnou zdvořilostní formuli) se pouze připojuje parafa (nikoli celý podpis). Nóta se označuje kulatým úředním razítkem zastupitelského úřadu či ministerstva zahraničních věcí. Nóty se tisknou na speciální, tzv. nótový papír (papír vyšší kvality zpravidla doplněný státním znakem). Podle místních zvyklostí může být k nótě připojen též její neoficiální překlad (např. Ministerstvo zahraničních věcí České republiky odesílá diplomatickým misím v Praze nóty v češtině a připojuje k nim neoficiální překlad textu zpravidla do angličtiny – „unofficial translation“). 
Nóty mohou být doručovány poštou (obyčejné nóty, operativní korespondence) nebo (zejména v případě důležitějších nót) kurýrem či dokonce předávány osobně. Osobně bývají předávány typicky nóty protestní. Při osobním předání si může adresát nótu přečíst a odmítnout její přijetí (se slovy, že „obsah této nóty není pro vládu mého státu přijatelný“), takový krok je v diplomacii vnímán jako velmi významný nevlídný akt. 
V diplomatické praxi se rozlišuje několik základních druhů diplomatických nót. Jde zejména o nóty verbální (běžné nóty nezařaditelné do jiné kategorie), nóty cirkulární (tzv. oběžné – adresované všem diplomatickým misím v daném přijímajícím státě) a nóty protestní (zpravidla obsahují slovo „protest“). 

## Příklad
Andrássyho nóta z 27. října 1918 reagovala na nabídku presidenta Wilsona a vyjadřovala přání rakousko-uherské vlády okamžitě začít jednat o příměří, a to bez ohledu na stanovisko rakouských spojenců.